# فی آندرومدا
فی زن برزنجیر یک ستاره است که در صورت فلکی آندرومدا قرار دارد.